# ثبوت
ثَبُوت نبات سرخسي من السيتاسيات. جذعه يعلو نحو 4 أمتار. قشوره ليفية زغبية. زغبه ناعم الملمس مستطيل، لونه إلى السمرة. أوراقه قرصية هامية تطول من مترين إلى ثلاثة أمتار وتعرض من 60 إلى 120 سم. نصلها كثير التفريض باهت الخضار يعلوم مُواجٌ أزرق. كربها متوسط الضخامة كثيف الزغب الحنطي. يزرع للتزيين. يخشى الأتربة الكلسية. يرغب في المواقع الرطبة.